# Балијски тигар
Балијски тигар (Panthera tigris balica) је био најмања подврста тигра, која је насељавала острво Бали. Изумро је 1937, услед лова и губитка станишта. 

## Опис
Ова најмања подврста тигра је била величине леопарда. Мужјаци су тежили 90 - 100 кг, а женке 65 - 80 кг. Мужјаци су били дугачки до 220 цм са репом. Длака им је била кратка, тамно-наранџаста, тамнија него код осталих подврста. Шаре су биле ређе, а понекад су између њих биле црне тачке.

## Исхрана
Плен балијског тигра је била дивља свиња, руса јелен, мунтјак, дивља кокош, гуштери варани, мајмуни и вероватно дивљи бантенг. Једини његов непријатељ је био човек. 

## Изумирање
Изумирање балијског тигра је последица уништења станишта и прекомерног лова. Популација овог тигра ионако није била велика, због мале површине острва. Ловљен је углавном ради спорта, у чему су учествовали и ловци из Европе. Домороци су често носили накит од тигрових зуба и канџи. Последњи потврђени балијски тигар је била женка убијена 27. септембра 1937. код Сумбар Кима, на западу острва. Непоуздана виђења тигра су пријављена 1950, 1970, 1972, од стране шумара.